# Olof Beckman
Olof Beckman, född 18 november 1922 i Uppsala, död där 23 oktober 2021, var en svensk fysiker. 

## Biografi
Olof Beckman disputerade år 1955 vid Uppsala universitet på avhandlingen Relative intensities of the X-Ray K lines of heavier elements, och blev docent i fysik samt därefter laborator i ämnet. Han var professor i fasta tillståndets fysik vid Uppsala universitet 1968–1987. Beckman bedrev bland annat forskning om magnetiska material, och skrev även undervisningslitteratur inom termodynamik och andra ämnen inom fysikområdet.
Under senare år gav han ut biografier över Anders Ångström och Knut Ångström (1997) samt Anders Celsius (2003).
Sedan 1985 var han utländsk ledamot av Finska Vetenskaps-Societeten.
Han var son till Anna Beckman och Bengt Beckman. Olof Beckman är begravd på Uppsala gamla kyrkogård.